# Ernst Lucht (Admiral)

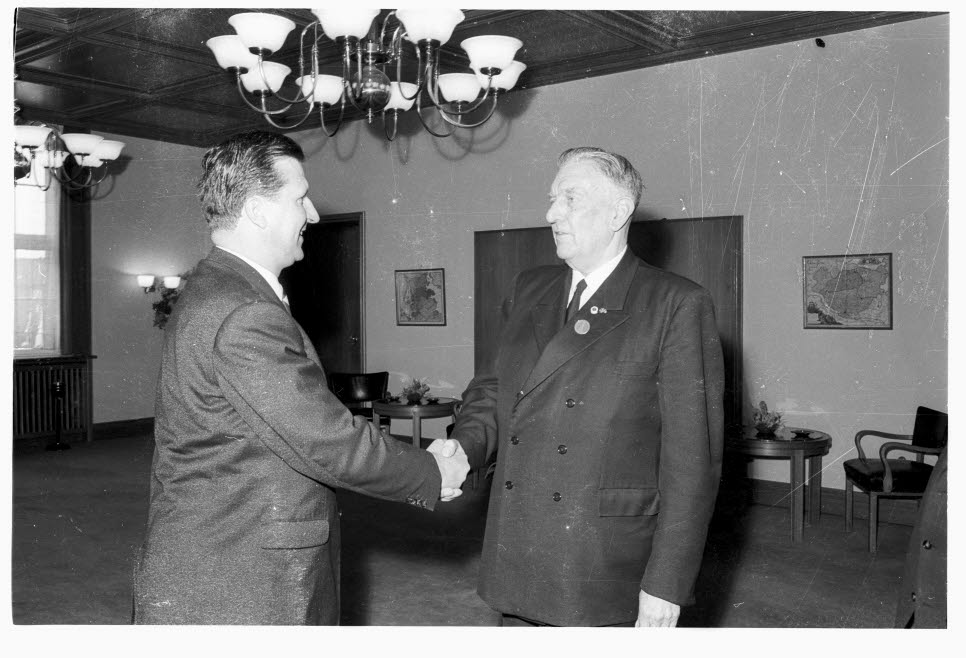
Ernst Lucht (rechts) als Präsident des Marinebundes 1966 mit dem Kieler Oberbürgermeister Günther Bantzer

Ernst Lucht (* 27. Februar 1896 in Süderende; † 2. November 1975 in Neumünster) war ein deutscher Marineoffizier, zuletzt Konteradmiral im Zweiten Weltkrieg.

## Leben

### Kaiserliche Marine und Erster Weltkrieg
Lucht trat als Kriegsfreiwilliger und Offiziersanwärter am 6. August 1915 in die Kaiserliche Marine ein und absolvierte seine Grundausbildung auf dem Großen Kreuzer Freya. Es folgte die Verwendung auf dem Linienschiff Schlesien und seine dortige Ernennung zum Fähnrich zur See am 19. April 1916. Von Oktober 1916 bis Mai 1917 absolvierte Lucht verschiedene Lehrgänge, kam bis August 1917 auf das Linienschiff Deutschland und im Anschluss auf das Linienschiff Thüringen. Zwischenzeitlich hatte man ihn am 17. September 1917 zum Leutnant zur See befördert. Von Juli bis November 1918 gehörte er der Torpedoschulflottille an und war dann bis Mitte November auf dem Linienschiff Posen im Einsatz. Man beurlaubte ihn anschließend bis 31. März 1919.

### Reichsmarine
Bevor am 11. November 1919 seine Reaktivierung erfolgte, war Lucht bei einem Freikorps tätig. Nach der Übernahme in die Reichsmarine fungierte er bis 31. März 1924 als Ordonnanzoffizier der Küstenwehrabteilung VI und erhielt in dieser Funktion am 10. Januar 1921 die Beförderung zum Oberleutnant zur See. Vom 1. April 1924 bis 5. Januar 1925 war er Kompanieoffizier der I. Abteilung der Schiffsstammdivision der Ostsee und wurde anschließend als Wachoffizier auf das Linienschiff Hessen versetzt. Am 26. September 1927 ernannte man Lucht zum Kommandanten des Minensuchboots M 122 innerhalb der 1. Minensuchhalbflottille in Kiel. Als solcher wurde er am 1. April 1928 zum Kapitänleutnant befördert. Nachdem Lucht das Kommando über das Boot abgegeben hatte, verwendete man ihn vom 26. September 1930 bis 4. Oktober 1932 als Kompanieoffizier der II. Abteilung der Schiffsstammdivision der Ostsee und ab 1933 als Rollenoffizier auf dem Panzerschiff Deutschland.

### Kriegsmarine und Zweiter Weltkrieg
Im Oktober 1935 wurde Lucht Chef der 2. Geleitflottille. Im Oktober 1937 wechselte er als Referent zur Sperrwaffeninspektion. Nach dem Beginn des Zweiten Weltkriegs war Lucht vom 30. Januar bis 5. August 1940 Chef der Abteilung Militärisch-technische Entwicklung (SWa I) in der Amtsgruppe Sperrwaffen im Marinewaffenhauptamt des Oberkommandos der Kriegsmarine, ab August 1940 war er dort Leiter der Militärtechnischen Abteilung. Nachdem Lucht am 1. April 1943 Konteradmiral geworden war, ernannte man ihn drei Tage später zum Befehlshaber der Sicherung der Nordsee. Anschließend fungierte er ab 15. Januar 1945 als Befehlshaber der Sicherungsstreitkräfte.

### Nachkriegszeit
Die Alliierten beließen Lucht nach der bedingungslosen Kapitulation der Wehrmacht zunächst auf seinem Posten. Im Juni 1945 ging Lucht in britische Kriegsgefangenschaft, aus der er am 23. Juni 1947 entlassen wurde.
Anschließend betätigte er sich als Landwirt auf dem kleinen Hof Langereihe bei Wakendorf, heute Ortsteil von Preetz, im Kreis Plön. Als 1952 eine erhebliche Vergrößerung des im Aufbau befindlichen Seegrenzschutzes geplant wurde, sollte ein neues Grenzschutzkommando in Kiel unter der Führung eines Admirals aufgestellt werden. Für die Aufgabe wurde Lucht ausgewählt, der dazu auch bereit war. Diese Planungen wurden Ende 1953 aufgegeben. Lucht wurde auf Grund seines Alters auch beim 1956 beginnenden Aufbau der Bundesmarine nicht mehr reaktiviert.
Von 1957 bis 1966 war Ernst Lucht Stellvertretender Bundesbeauftragter bei den Seeämtern Flensburg und Lübeck. Von Oktober 1958 bis Juni 1968 war er zudem Präsident des Deutschen Marinebundes.

## Auszeichnungen
- Eisernes Kreuz (1914) II. Klasse[2] im Jahre 1915
- Schlesischer Adler II. Stufe am 10. Oktober 1919
- Verdienstabzeichen der II. Marine-Brigade Ehrhardt am 1. März 1920
- Ehrenkreuz für Frontkämpfer am 30. Januar 1935
- Dienstauszeichnung II., III. und IV. Klasse am 2. Oktober 1936
- Dienstauszeichnung I.Klasse am 15. September 1939
- Kriegsverdienstkreuz (1939) II. Klasse mit Schwertern am 3. Januar 1941
- Kriegsabzeichen für Minensuch-, U-Boot-Jagd- und Sicherungsverbände am 6. Dezember 1941
- Komtur des Ordens der Krone von Italien am 9. Dezember 1941
- Wiederholungsspange zum Eisernen Kreuz II. Klasse am 17. Dezember 1941
- Kriegsverdienstkreuz (1939) I.Klasse am 20. April 1942
- Komtur I. Klasse des Ordens der Weißen Rose mit Schwertern am 11. August 1942
- Eisernes Kreuz (1939) I. Klasse am 5. September 1943
- Deutsches Kreuz in Gold am 9. November 1944[3]
- Ritterkreuz des Eisernen Kreuzes am 17. Januar 1945[3]
- Verdienstkreuz 1. Klasse des Verdienstordens der Bundesrepublik Deutschland im April 1967[4]